# Danh sách Đại tướng của Lục quân Hoa Kỳ

Cờ của một Đại tướng Lục quân Hoa Kỳ

Đây là danh sách các Đại tướng của Lục quân Hoa Kỳ, trong quá khứ và hiện tại. Cấp bậc Đại tướng là cấp bậc cao nhất thường đạt được của các sĩ quan trong Quân đội Hoa Kỳ. Nó xếp trên Trung tướng (tướng ba sao ) và dưới Thống tướng lục quân (tướng năm sao ).
Tính tới hiện tại, ngày 15 tháng 3, 2025 đã có 249 Đại tướng trong lịch sử của Lục quân Hoa Kỳ. Trong số này, 235 sĩ quan đạt được cấp bậc này khi đang tại ngũ; 8 người được thăng cấp bậc này sau khi đã nghỉ hưu; 5 người được thăng chức và 1 người (George Washington) được bổ nhiệm vào cấp bậc này trong Lục quân Lục địa (tiền thân của Lục quân Hoa Kỳ).

## Thế kỉ 18
| # | Tên               | Thời gian được thăng | Chức vụ khi được thăng        | Ghi chú                       |
| - | ----------------- | -------------------- | ----------------------------- | ----------------------------- |
| 1 | George Washington | 15 tháng 6 năm 1775  | Tổng tư lệnh Lục quân Lục địa | Tổng thống Hoa Kỳ (1789–1797) |

## Thế kỉ 19
| # | Tên                      | Thời gian được thăng | Chức vụ khi được thăng       | Ghi chú                               |
| - | ------------------------ | -------------------- | ---------------------------- | ------------------------------------- |
| 2 | Ulysses S. Grant         | 25 tháng 7 năm 1886  | Tổng chỉ huy Lục quân Hoa Kỳ | Tổng thống Hoa Kỳ (1869–1877)         |
| 3 | William Tecumseh Sherman | 4 tháng 3 năm 1869   | Tổng chỉ huy Lục quân Hoa Kỳ | Anh trai Ngoại trưởng Mỹ John Sherman |
| 4 | Philip Sheridan          | 1 tháng 6 năm 1888   | Tổng chỉ huy Lục quân Hoa Kỳ |                                       |

## Thế kỉ 20

### Thập niên 1910
1. Tasker H. Bliss
2. John J. Pershing
3. Peyton C. March

### Thập niên 1920
1. Charles Pelot Summerall

### Thập niên 1930
1. Douglas MacArthur
2. Malin Craig
3. George C. Marshall

### Thập niên 1940
1. John L. Hines
2. Dwight D. Eisenhower
3. Henry H. Arnold
4. Joseph W. Stilwell
5. Walter Krueger
6. Brehon B. Somervell
7. Joseph T. McNarney
8. Jacob L. Devers
9. George Kenney
10. Mark W. Clark
11. Carl Andrew Spaatz
12. Omar Bradley
13. Thomas T. Handy
14. George S. Patton
15. Courtney Hodges
16. Jonathan M. Wainwright
17. Lucius D. Clay
18. J. Lawton Collins
19. Wade H. Haislip

### Thập niên 1950
1. Walton Walker
2. Matthew Ridgway
3. Walter Bedell Smith
4. John E. Hull
5. James A. Van Fleet
6. Alfred Gruenther
7. John R. Hodge
8. Maxwell D. Taylor
9. Charles L. Bolte
10. William M. Hoge
11. Robert L. Eichelberger
12. Lucian Truscott
13. Leonard T. Gerow
14. William Hood Simpson
15. Ben Lear Jr.
16. Simon Bolivar Buckner Jr.
17. Alexander Patch
18. Lesley J. McNair
19. John L. DeWitt
20. Albert Coady Wedemeyer
21. Robert C. Richardson Jr.
22. John E. Dahlquist
23. Anthony McAuliffe
24. Lyman Lemnitzer
25. Williston B. Palmer
26. Isaac D. White
27. Willard G. Wyman
28. Cortlandt V. R. Schuyler
29. George Decker
30. Henry I. Hodes
31. Bruce C. Clarke
32. Clyde D. Eddleman
33. Carter B. Magruder
34. Charles D. Palmer

### Thập niên 1960
1. Clark L. Ruffner
2. James Edward Moore
3. Herbert B. Powell
4. James Francis Collins
5. Guy S. Meloy Jr.
6. Paul D. Adams
7. Paul D. Harkins
8. Earle Wheeler
9. Barksdale Hamlett
10. Paul L. Freeman Jr.
11. Robert J. Wood
12. John K. Waters
13. Andrew P. O'Meara
14. Theodore W. Parker
15. Hamilton H. Howze
16. Hugh P. Harris
17. Frank S. Besson Jr.
18. Harold Keith Johnson
19. Harold Keith Johnson
20. William Westmoreland
21. Creighton Abrams
22. Robert W. Porter Jr.
23. Dwight E. Beach
24. Charles H. Bonesteel III
25. Theodore J. Conway
26. James H. Polk
27. Ralph E. Haines Jr.
28. James K. Woolnough
29. Andrew Goodpaster
30. Ben Harrell
31. Berton E. Spivy Jr.
32. Bruce Palmer Jr.
33. George R. Mather
34. Ferdinand J. Chesarek
35. William B. Rosson
36. John L. Throckmorton
37. John H. Michaelis
38. Lewis Blaine Hershey

### Thập niên 1970
1. Frederick C. Weyand
2. Henry A. Miley Jr.
3. Frank T. Mildren
4. Michael S. Davison
5. George V. Underwood Jr.
6. Donald V. Bennett
7. Alexander Haig
8. Walter T. Kerwin Jr.
9. William E. DePuy
10. Richard G. Stilwell
11. Melvin Zais
12. Bernard W. Rogers
13. John J. Hennessey
14. John R. Deane Jr.
15. George S. Blanchard
16. William A. Knowlton
17. Frederick Kroesen
18. John William Vessey Jr.
19. Sam S. Walker
20. John R. Guthrie
21. Donn A. Starry
22. Robert M. Shoemaker
23. Edward C. Meyer
24. John A. Wickham Jr.
25. Volney F. Warner

### Thập niên 1980
1. Glenn K. Otis
2. Donald R. Keith
3. Richard E. Cavazos
4. Robert W. Sennewald
5. Roscoe Robinson Jr.
6. William R. Richardson
7. Paul F. Gorman
8. Wallace H. Nutting
9. Maxwell R. Thurman
10. William J. Livsey
11. Richard Horner Thompson
12. Robert Kingston
13. John R. Galvin
14. Fred K. Mahaffey
15. Jack N. Merritt
16. Carl E. Vuono
17. Joseph T. Palastra Jr.
18. James J. Lindsay
19. Louis C. Wagner Jr.
20. Frederick F. Woerner Jr.
21. Arthur E. Brown Jr.
22. Louis C. Menetrey
23. Crosbie E. Saint
24. Norman Schwarzkopf Jr.
25. Robert W. RisCassi
26. Colin Powell
27. John W. Foss
28. Edwin H. Burba Jr.
29. William G. T. Tuttle Jr.

### Thập niên 1990
1. Gordon R. Sullivan
2. Carl Stiner
3. George Joulwan
4. Dennis Reimer
5. Frederick M. Franks Jr.
6. Jimmy D. Ross
7. John Shalikashvili
8. David M. Maddox
9. J. H. Binford Peay III
10. Wayne A. Downing
11. Gary E. Luck
12. Leon E. Salomon
13. Barry R. McCaffrey
14. John H. Tilelli Jr.
15. William W. Hartzog
16. William W. Crouch
17. Ronald H. Griffith
18. H. Hugh Shelton
19. Johnnie E. Wilson
20. Wesley Clark
21. David A. Bramlett
22. Eric Shinseki
23. Peter Schoomaker
24. Thomas A. Schwartz
25. John N. Abrams
26. Montgomery C. Meigs
27. Jack Keane
28. John G. Coburn
29. John W. Hendrix

## Thế kỉ 21

### Thập niên 2000
1. William F. Kernan
2. Tommy Franks
3. Paul J. Kern
4. Larry R. Ellis
5. Leon J. LaPorte
6. James T. Hill
7. Kevin P. Byrnes
8. Burwell B. Bell III
9. John P. Abizaid
10. Bryan D. Brown
11. George W. Casey Jr.
12. Richard A. Cody
13. Dan K. McNeill
14. Benjamin S. Griffin
15. Bantz J. Craddock
16. William S. Wallace
17. David D. McKiernan
18. William E. Ward
19. Charles C. Campbell
20. David Petraeus
21. Walter L. Sharp
22. Peter W. Chiarelli
23. Carter F. Ham
24. Raymond T. Odierno
25. Ann E. Dunwoody
26. Martin E. Dempsey
27. Stanley A. McChrystal

### Thập niên 2010
1. Keith B. Alexander
2. James D. Thurman
3. Lloyd J. Austin III
4. Robert W. Cone
5. Charles H. Jacoby Jr.
6. David M. Rodriguez
7. Dennis L. Via
8. Frank J. Grass
9. John F. Campbell
10. Daniel B. Allyn
11. Vincent K. Brooks
12. Curtis M. Scaparrotti
13. David G. Perkins
14. Mark A. Milley
15. Joseph L. Votel
16. Robert B. Abrams
17. John W. Nicholson Jr.
18. Raymond A. Thomas III
19. Robert B. Brown
20. Gustave F. Perna
21. James C. McConville
22. Stephen J. Townsend
23. Paul M. Nakasone
24. Stephen R. Lyons
25. John M. Murray
26. Austin S. Miller
27. Michael X. Garrett
28. Richard D. Clarke Jr.
29. Paul E. Funk II
30. Joseph M. Martin
31. Paul J. LaCamera

### Thập niên 2020
| #   | Tên                   | Thời gian được thăng | Chức vụ khi được thăng                                 | Ghi chú |
| --- | --------------------- | -------------------- | ------------------------------------------------------ | ------- |
| 229 | Edward M. Daly        | 2 tháng 7 năm 2020   | Tổng chỉ huy Bộ Tư lệnh Trang thiết bị Lục quân Hoa Kỳ |         |
| 230 | Daniel R. Hokanson    | 3 tháng 8 năm 2020   | Cục trưởng Cục Vệ binh Quốc gia                        |         |
| 231 | James H. Dickinson    | 20 tháng 8 năm 2020  | Tư lệnh Bộ Tư lệnh Không gian Hoa Kỳ                   |         |
| 232 | Christopher G. Cavoli | 1 tháng 10 năm 2020  | Tổng chỉ huy Lục quân châu Âu Hoa Kỳ                   |         |
| 233 | Charles A. Flynn      | 4 tháng 6 năm 2021   | Tổng chỉ huy Lục quân Thái Bình Dương Hoa Kỳ           |         |
| 234 | Laura J. Richardson   | 29 tháng 10 năm 2021 | Tư lệnh Bộ Tư lệnh miền Nam Hoa Kỳ                     | nữ      |
| 235 | Michael E. Kurilla    | 1 tháng 4 năm 2022   | Tư lệnh Bộ Tư lệnh Trung tâm Hoa Kỳ                    |         |